# سكوت غراهام
سكوت غراهام (بالإنجليزية: Scott Graham) هو معلق رياضي أمريكي، ولد في 10 يونيو 1965.